# 杉浦守 (野球)
杉浦 守（すぎうら まもる、1967年6月27日 - ）は、愛知県出身の元プロ野球選手（外野手）。
読売巨人軍で松井秀喜の前に背番号55を背負っていた日本人選手である。

## 来歴・人物
愛知工業大学名電高等学校で硬式野球部に所属。中村豪の指導を受けた。当時のチームメイトには安達俊也、中村基昭、山﨑武司、松久保新吾らがいる。3年夏の全国高等学校野球選手権愛知大会では4番に座り、決勝に進出。阪口慶三率いる東邦高等学校と対戦した。同点の9回裏2死満塁で打席が回ったが東邦のエース田中大次郎との力勝負で内野ゴロに倒れた。チームはその後延長の末敗れた。
高校3年生のとき、1985年のプロ野球ドラフト会議で読売ジャイアンツから6位指名を受け入団。同期入団には桑田真澄や福王昭仁らがいる。入団発表会見では王貞治から激励された。巨人軍入団後は多摩川グラウンドで打撃面は町田行彦、守備面は山本和生に鍛えられた。
プロ2年目1987年は、MLBの傘下で野球留学したが、6年間の選手生活で一軍出場は出来ずに引退した。
1985年のシーズンまで吉村禎章が着用していた背番号55を入団時に球団から与えられ、退団まで55番を背負い続けた。杉浦の退団後、チャック・ケアリーを挟んで55を与えられたのが松井秀喜で、松井はメジャーリーグ挑戦まで55番を着け続けた。

## 詳細情報

### 年度別打撃成績
- 一軍公式戦出場なし

### 背番号
- 55（1986年 - 1991年）